# Приули, Пьетро
Пьетро Приули (итал. Pietro Priuli; 14 марта 1669, Венеция, Венецианская республика — 22 января 1728, там же) — итальянский куриальный кардинал. Епископ Бергамо с 14 мая 1708 по 22 января 1728. Кардинал-дьякон с 17 мая 1706, с титулярной диаконией Сант-Адриано-аль-Форо с 25 июня 1706 по 6 мая 1720. Кардинал-священник с титулом церкви Сан-Марко с 6 мая 1720 по 22 января 1728.

## Биография
Родился в 1669 году в Венеции в знатном венецианском патрицианском роде Приули. Из этого рода в XVI—XVIII веках вышло, помимо Луиджи, ещё пять кардиналов, мать Пьетро Приули была племянницей папы Александра VIII.
После получения диплома юриста начал церковную карьеру при римской курии. С 1694 года был членом Верховного трибунала апостольской сигнатуры, с 1701 года исполнял обязанности главы Апостольской Палаты.
На консистории 17 мая 1706 года папа Климент XI сделал Пьетро Приули кардиналом с титулом кардинала-дьякона Сант-Адриано-аль-Форо. 25 июня того же года получил кардинальскую шапку. 14 мая 1708 года был назначен епископом Бергамо, эту кафедру он занимал вплоть до смерти. 6 мая 1720 года сменил титул на кардинала-диакона Сан-Марко.
Скончался 22 января 1728 года. Похоронен в кафедральном соборе Бергамо.